# 多夫日克 (切爾尼戈夫區)
51°36′59″N 31°1′23″E / 51.61639°N 31.02306°E

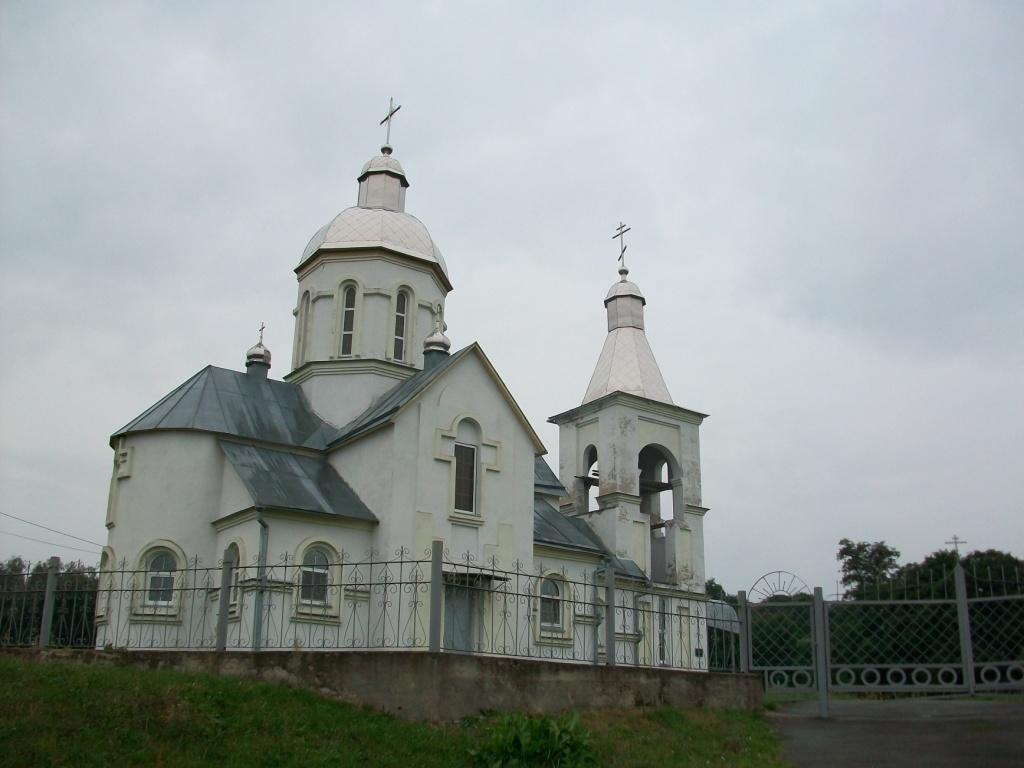
教堂

多夫日克（烏克蘭語：Довжик），是烏克蘭北部切爾尼希夫州切爾尼希夫區新比洛乌斯市镇的村落。始建於1680年，面積3.12平方公里，海拔高度131米，2001年人口704，人口密度每平方公里225.4人。